# Apamea plottneri
Apamea plottneri är en fjärilsart som beskrevs av Hans-Joachim Hannemann 1914. Apamea plottneri ingår i släktet Apamea och familjen nattflyn. Inga underarter finns listade i Catalogue of Life.